# Brendon Cameron
Brendon Mark Cameron (nascido em 12 de fevereiro de 1973) é um ex-ciclista neozelandês que competia no ciclismo de pista.
Cameron conquistou uma medalha de bronze em Victoria 1994 na perseguição por equipes, e seguiu-se quatro anos depois com outra medalha de bronze na mesma prova em Kuala Lumpur 1998. Representando Nova Zelândia, Cameron terminou em oitavo na perseguição por equipes de 4 km nos Jogos Olímpicos de Verão de 1996 em Atlanta.